# Горня-Ягодина
Горня-Ягодина (серб. Горња Јагодина / Gornja Jagodina) — село в общине Вишеград Республики Сербской Боснии и Герцеговины. В настоящее время село необитаемо.

## Население[3]
По данным на 1991 год, в селе проживали 2 человека, оба — сербы.